# Interfax-Ukrajina
Interfax-Ukrajina – ukraińska agencja informacyjna, wchodząca w skład międzynarodowej grupy informacyjnej Interfax Information Services Group, istnieje od 1992. 
Zajmuje się głównie tematyką polityczną i ekonomiczną, prowadzi serwisy w trzech wersjach językowych: ukraińskiej, angielskiej i rosyjskiej.